# Myeonghak (métro de Séoul)
Myeonghak (hangeul : 명학 ; hanja : 鳴鶴, sous nommée (Sungkyul University)) est une station de passage de la ligne 1 du métro de Séoul. Elle est située au 20 Manan-ro, dans le quartier Anyang-dong de l'arrondissement Manan-gu (en) de la ville Anyang-si, dans la province Gyeonggi-do, au sud-ouest de la ville de Séoul en Corée du Sud.
Ouverte en 1974, elle est desservie par les rames du service omnibus de la ligne 1.

## Situation sur le réseau

Plan du réseau (2023)

Établie en surface, la station Myeonghak est une station de passage de la ligne 1 du métro de Séoul, elle est située : entre la station Anyang, en direction du terminus nord-est Yeoncheon, et la station Geumjeong, en direction du terminus sud-ouest Sinchang.

## Histoire
La station Myeonghak est mise en chantier le 27 novembre 1973, elle est mise en service le 15 août 1974, lors de l'ouverture à l'exploitation de la section de Seoul à Suwon, dite ligne Gyeongbu, de la nouvelle ligne 1 du métro de Séoul,,.

## Services aux voyageurs

### Accès et accueil
La station est située au 20 Manan-ro, dans le quartier Anyang-dong. Elle dispose de deux bouches, numérotées 1 et 2, situées au nord de la station, de part et d'autre des voies, sur la Deokcheon-ro pour la n°2 et sur la Manan-ro pour la bouche n°1.

### Desserte
Myeonghak, est desservie par les rames du service omnibus de la ligne 1. Elle dispose de deux quais centraux équipés de portes palières.

### Intermodalité
Des arrêts de bus sont situés à proximité.

## À proximité
Elle dessert notamment le Parc artistique d'Anyang.